# Font de la Vila (Sant Llorenç de Morunys)

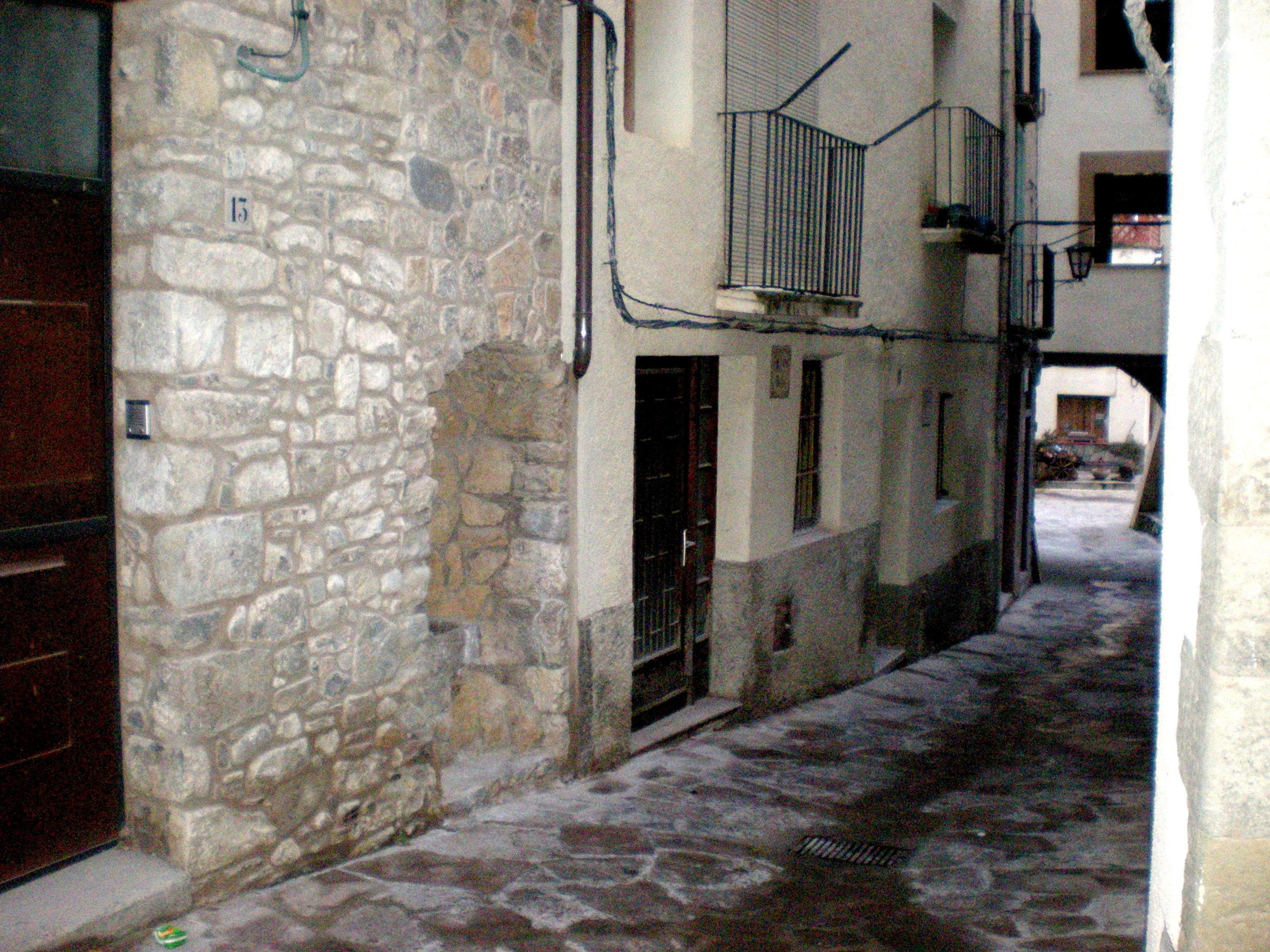
Font de la Vila

La font de la Vila és una font d'aixeta de polsador, obrada en pedra que es troba adossada al mur de la casa de Cal Custodi, al núm 13 de carrer de l'Esperança de la vila de Sant Llorenç de Morunys.
Tot i que actualment està connectada a la xarxa d'abastament d'aigües de la vila, antigament era una deu natural que abastia tot el poble.